# Bernadette O'Rourke
Pour les articles homonymes, voir O'Rourke.
Bernadette O'Rourke est une linguiste irlandaise originaire du comté de Clare, dans le sud-Ouest de l'Irlande. Elle est professeure de sociolinguistique à l'université de Glasgow en Écosse et spécialiste de la construction de la différence linguistique et des inégalités sociales. Ses études ont porté sur le quotidien des « néophones » (new speakers) de langues minoritaires, c'est-à-dire des personnes ayant appris la langue hors du contexte familial, en particulier dans les cas de l'irlandais, du galicien et d'autres langues européennes. Bernadette O'Rourke s'intéresse aussi à la question de l'anonymat des régimes monolingues, en particulier de la domination implicite du monolinguisme anglais au Royaume-Uni et de son accentuation dans le contexte du Brexit.

## Publications

### Monographies
- 2020 (with John Walsh) : New Speakers of Irish in the Global Context. New Revival? Routledge.  (ISBN 9781138243385)
- 2011 Galician and Irish in the European Context: Attitudes Towards Weak and Strong Minority Languages. Palgrave Macmillan.  (ISBN 9780230574038)